# Ichtegem
Ichtegem est une commune néerlandophone de Belgique située en Région flamande dans la province de Flandre-Occidentale.

## Géographie
Outre Ichtegem-centre, la commune d'Ichtegem est composée des anciennes communes fusionnées d'Eernegem et Bekegem. Eernegem compte plus d'habitants que la commune-centre. Bekegem est un petit village rural.
Le village d'Ichtegem est étiré le long de la route entre Koekelare et Aartrijke. Le centre, avec la place et l'église, se trouve à l'ouest, à moins de deux kilomètres du centre de Koekelare. Le village s'étend à l'est sur trois kilomètres le long de la Engelstraat et, passé le quartier De Engel sur la N33, la Zuidstraat. Outre cette agglomération, de nouveaux quartiers et zones industrielles sont apparues.

### Carte

Ichtegem, communes fusionnées et voisines. Les zones en jaune représentent les agglomérations.

### Sections de la commune
| # | Section        | Superf. (km²) | Habitants (2020) | Habitants par km² | Code INS |
| - | -------------- | ------------- | ---------------- | ----------------- | -------- |
| 1 | Ichtegem (I)   | 22,41         | 5.954            | 266               | 35006A   |
| 2 | Eernegem (II)  | 18,50         | 7.039            | 378               | 35006B   |
| 3 | Bekegem (III)] | 4,76          | 1.047            | 220               | 35006C   |

### Communes limitrophes
- a. Koekelare (commune de Koekelare)
- b. Moere (ville de Gistel)
- c. Westkerke (ville d'Oudenburg)
- d. Roksem (ville de Oudenburg)
- e. Zerkegem (commune de Jabbeke)
- f. Aartrijke (commune de Zedelghem)
- g. Wijnendale (ville de Thourout)
- h. Thourout (ville de Thourout)
- i. Kortemark (commune de Kortemark)
- j. Handzame (village d'Edewalle, commune de Kortemark)

## Héraldique
|  | La commune possède des armoiries qui lui ont été octroyées le 10 novembre 1819 et confirmées le 31 août 1838. Elles ont été modifiées le 1er juillet 1985. Ces armoiries combinent les trois boules de Ichtegem et d'Eernegem, avec un écusson pour Bekegem. Bekegem n'avait pas d'armoiries donc les symboles des armoiries de Gistel ont été choisis du fait que le village appartenait historiquement à cette région. Blasonnement : D'azur à trois besants d'argent. De gueules à un chevron d'hermine en cœur. Source du blasonnement : Heraldy of the World. |

## Démographie

### Évolution démographique: Avant la fusion des communes
- Sources : INS, Rem. : 1831 jusqu'en 1970 = recensements, 1976 = nombre d'habitants au 31 décembre[3].

### Évolution démographique: Commune fusionnée
En tenant compte des anciennes communes entraînées dans la fusion de communes de 1977, on peut dresser l'évolution suivante:
- Source: DGS , de 1831 à 1981=recensements population; à partir de 1990 = nombre d'habitants chaque 1 janvier[4]

## Histoire

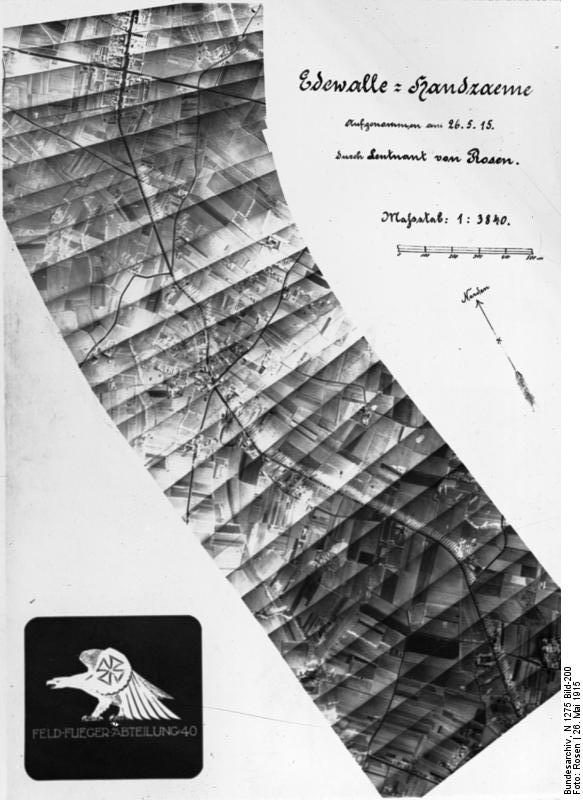
Premières photos aériennes du secteur « Edewalle-Handzaeme » prises par les Allemands en 1915.

La commune a été touchée par la Première Guerre mondiale.